# Cultureel Woordenboek
Het Cultureel Woordenboek. Encyclopedie van de algemene ontwikkeling was een Nederlandstalige encyclopedie die werd uitgegeven tussen 1992 en 2005. Redacteuren waren prof. Dolph Kohnstamm en dr. Elly Cassee. Sinds 2009 is het Cultureel Woordenboek een online encyclopedie.
Het Cultureel Woordenboek was geïnspireerd op The Dictionary of Cultural Literacy (1988) van Donald Hirsch e.a. Een vergelijkbaar idee ontstond in een café, waar Karel van het Reve met enkele studenten bedacht dat de algemene ontwikkeling van een van de studenten wel baat kon hebben bij een beknopte bijspijkercursus. Het was bedoeld als compendium voor de Nederlandse en Internationale cultuur. In 37 hoofdstukken gaf het beknopt weer wat tot de algemene ontwikkeling zou moeten behoren. Het Cultureel Woordenboek werd door uitgeverij Anthos uitgegeven in één deel van circa 600 bladzijden en beleefde tussen 1992 en 2005 elf drukken. De tiende druk werd verkocht voor slechts 10 euro. De elfde, geheel herziene druk, die in 2005 verscheen, werd Het Nieuw Cultureel Woordenboek genoemd.
In 2006 besloot de uitgever geen nieuwe druk meer uit te brengen. In 2008 werd daarom een stichting opgericht die een online versie van het Cultureel Woordenboek mogelijk moest maken. Deze stichting ontving voor dit project een subsidie van het Prins Bernhard Cultuurfonds en functioneert onder auspiciën van de Koninklijke Nederlandse Akademie van Wetenschappen (KNAW).

## Website
Vanaf 2009 wordt het Cultureel Woordenboek voortgezet als website. Onder de over het algemeen heel korte artikelen wordt in de meeste gevallen een link gegeven naar een langer artikel over hetzelfde onderwerp op Wikipedia. Redacteuren zijn Dolph Kohnstamm, Ite Rümke, Jannes van Everdingen, Rita Kohnstamm en Natascha van der Stelt. Tot de meer dan 50 medewerkers behoren onder anderen Frits Bolkestein, Aukelien van Hoytema, Hans Heestermans, Liesbeth Koenen, Rik Smits, Nico ter Linden en Pieter Steinz. Zowel de redacteuren als de medewerkers werken op vrijwillige basis aan het project mee.
De officiële opening van de website werd op 30 oktober 2009 verricht door Robbert Dijkgraaf, destijds president van de KNAW.